# Трансфераза
Трансферазите представляват клас ензими, характеризиращи се с пренос на химични групи (напр. метилова, гликозилна, фосфатна и др.) от едно съединение (донор) на друго (акцептор). Самата реакция може да бъде схематизирана като:
А-Х + Б ↔ А + Б-Х
Конкретен пример е реакцията, катализирана от ензима хексокиназа (EC 2.7.1.1):
АТФ + D-хексоза ↔ АДФ + D-хексозо-6-фосфат
в която се пренася фосфатна група от АТФ (донор) към произволна D-хексоза (акцептор).

## Номенклатура
Систематичното наименование на тази група ензими се формира по схемата „донор:акцептор(група)трансфераза“. В някои случаи може да се формира и по-общо име, като „акцептор(група)трансфераза“ или „донор(група)трансфераза“. За аминотрансферазите важат по-специални правила за обозначение.

## Класификация
Трасферазите се класифицират като EC 2 според ензимната номенклатура на IUBMB. Подразделят се на 9 подкласа в зависимост от специфичността си към пренасяната химична група:
- EC 2.1: Пренасящи едновъглеродни групи
- EC 2.2: Пренасящи алдехидни или кетогрупи
- EC 2.3: Ацилтрансферази
- EC 2.4: Гликозилтрансферази
- EC 2.5: Пренасящи алкилни или арилни групи, различни от метилови
- EC 2.6: Пренасящи азот-съдържащи групи
- EC 2.7: Пренасящи фосфор-съдържащи групи
- EC 2.8: Пренасящи сяра-съдържащи групи
- EC 2.9: Пренасящи селен-съдържащи групи